# Carlos Ramos
Carlos Augusto da Silva Ramos (* 10. Oktober 1907 in Lissabon; † 9. November 1969 ebenda) war ein Fado-Sänger und ein Gitarrist der Portugiesischen Gitarre.

## Werdegang
Als Jugendlicher sah er Gitarristen in den Lokalen von Alcântara spielen und lernte das Instrument. Später besuchte er Fado-Lokale, wo er u. a. Armandinho (1891–1946) spielen sah. Er begleitete Fado-Sänger wie Alfredo Marceneiro und Hermínia Silva auf der Portugiesischen Gitarre, bevor er 1930 erstmals selbst öffentlich sang, mit eigener Begleitung. 1939 spielte er erstmals im Ausland, als Begleitung portugiesischer Sänger auf der internationalen Messe von New York. Seine Karriere als Fado-Sänger begann im März 1944, als er im Café Luso unter Vertrag genommen wurde, dem damals bedeutendsten Fado-Lokal. Er begleitete sich selbst auf der Portugiesischen Gitarre, auch in seinen anschließenden Engagements in anderen Fado-Häusern, u. a. dem O Faia. Er trat auch in verschiedenen Filmen als Gitarrist auf, u. a. in Fado (Perdigão Queiroga, 1947) und O Fado Corrido (Jorge Brum do Canto, 1964). 1953 siedelte er für einige Engagements nach Brasilien über, u. a. im Rádio Nacional do Rio de Janeiro. 1958 ging er auf Einladung der staatlichen Schifffahrtsgesellschaft (Companhia Nacional de Navegação) auf Tournee durch Afrika und den Mittelmeerraum, zusammen mit Tony de Matos. Noch im gleichen Jahr wurde er Besitzer eines Restaurants, in dem Sänger wie Alfredo Marceneiro, Maria Teresa de Noronha u. a. auftraten.
Nach zahlreichen Auftritten im Radio (Emissora Nacional und Rádio Clube Português) und im Fernsehprogramm Melodias de Sempre (dt.: in etwa „Evergreens“) der RTP wuchs seine Popularität stark an. Seine Fados waren teils Klassiker, teils auf ihnen aufbauende neue Stücke anderer Komponisten. Die von ihm selbst geschriebenen Lieder betonten die in seinem Repertoire ohnehin vorherrschende Thematik der Saudade, der vergangenen Zeiten, alten Traditionen und typischen Alltagsszenen der alten Viertel seiner Heimatstadt. Nach einer Thrombose Mitte der 1960er Jahre endete seine Karriere abrupt. 1969 starb Carlos Ramos.

## Diskografie (Auswahl)
- 1961: Onde Estás? EP
- 1962: Com Orquestra EP
- 1963: Mas Sou Fadista EP
- 1965: Maria Só EP
- 1967: E Foi-Se a Mocidade EP
- 1971: Sempre Que Lisboa Canta EP
- 1976: Successos de Carlos Ramos (Best of-EP)
- 1988: Êxitos (Best of)
- 1989: O Melhor de Carlos Ramos (Best of)
- 1993: O Melhor de Carlos Ramos, vol. 2 (Best of)
- 1998: Biografias do Fado: Carlos Ramos (Best of-Serie)